# Paradoxornis à lunettes
Sinosuthora conspicillata
Espèce
Synonymes
- Paradoxornis conspicillatus (David, 1871)[1]

Statut de conservation UICN

 LC  : Préoccupation mineure
Le Paradoxornis à lunettes (Sinosuthora conspicillata) est une espèce d'oiseaux de la famille des Paradoxornithidae.
Son aire s'étend à travers les montagnes du centre de la Chine.

## Liste des sous-espèces
Selon Catalogue of Life (22 août 2020) :
- sous-espèce Sinosuthora conspicillata conspicillata (David, 1871)
- sous-espèce Sinosuthora conspicillata rocki (Bangs & J. L. Peters, 1928)